# Volksbank Raiffeisenbank Bad Kissingen
Die  Volksbank Raiffeisenbank Bad Kissingen eG  ist eine deutsche Genossenschaftsbank mit Sitz in Bad Kissingen in Unterfranken (Bayern).

## Rechtsgrundlagen
Rechtsgrundlagen der Bank sind ihre Satzung  und das Genossenschaftsgesetz. Die Organe der Genossenschaftsbank sind der Vorstand, der Aufsichtsrat und die Vertreterversammlung. Die Bank ist der BVR Institutssicherung GmbH und der Sicherungseinrichtung des Bundesverbandes der Deutschen Volksbanken und Raiffeisenbanken e.V. angeschlossen.

## Geschichte
Im Jahre 2018 haben die Volksbank Raiffeisenbank Bad Kissingen-Bad Brückenau eG und die Raiffeisenbank Hammelburg eG fusioniert. Die Bank heißt seither  Volksbank Raiffeisenbank Bad Kissingen eG .

## Geschäftszahlen
Die Volksbank Raiffeisenbank Bad Kissingen eG nimmt unter den 770 Genossenschaftsbanken in Deutschland nach der Bilanzsumme den 254. Rang ein.